# Laguna Roja
Laguna roja  
La Laguna Roja, que junto a la "Amarilla" y la "Verde" conforma las llamadas Lagunas de Amuyo,: 32  es una laguna ubicada en la región de Arica y Parinacota, en el norte de Chile. 
Pertenece a las denominadas "lagunas de Amuyo", entre las que se cuentan la Roja, la Verde y la Amarilla, que representan una fuente puntual importante de ingreso de elementos al río Caritaya..
Es accesible desde la localidad de Camiña, que se encuentra a 196 km de la ciudad de Iquique.  Actualmente está en construcción una vía alternativa desde la localidad de Illapata, de la comuna de Camarones.
Las lagunas desaguan a través del río Caritaya.

## Descripción
Esta laguna de aguas calientes (aproximadamente 40 - 50 °C) es llamada también Mar Rojo por los habitantes de la zona.
De conocimiento popular para los lugareños, esta laguna permaneció desconocida hasta el año 2009 para Sernatur, a pesar de su cercanía y vínculo con el Embalse Caritaya.
Aproximadamente 3 700 metros sobre el nivel del mar, su profundidad es desconocida por los lugareños, pues le atribuyen poderes sobrenaturales asociados a supuestas desapariciones misteriosas y la muerte de Aimaras que bebieron de sus aguas.
Las "lagunas hermanas", que contienen aguas de color amarillo y verde, comienzan a burbujear al verse rodeadas de gente desagradable, según la tradición popular. 
La razón por la que estas aguas están teñidas de colores puede deberse a algas que habitan en sus profundidades, o también a las piedras que tiñen con sus colores el agua.